# كارل غوستاف ياكوب ياكوبي
كارل غوستاف ياكوب ياكوبي (بالألمانية: Carl Gustav Jacob Jacobi) هو عالم رياضيات ألماني. ولد في العاشر من ديسمبر عام 1804 وتوفي في الثامن عشر من فبراير عام 1851.

## وصلات خارجية
- كارل غوستاف ياكوب ياكوبي على موقع الموسوعة البريطانية (الإنجليزية)
- كارل غوستاف ياكوب ياكوبي على موقع إن إن دي بي (الإنجليزية)